# Liste der Kulturdenkmale in Löbau (A–I)

Wappen von Löbau

In der Liste der Kulturdenkmale in Löbau (A–I) sind die Kulturdenkmale der sächsischen Stadt Löbau verzeichnet, die bis September 2024 vom Landesamt für Denkmalpflege Sachsen erfasst wurden (ohne archäologische Kulturdenkmale) und deren Straßenname mit den entsprechenden Anfangsbuchstaben beginnt. Die Anmerkungen sind zu beachten.
Diese Liste ist eine Teilliste der Liste der Kulturdenkmale in Löbau.

## Liste der Kulturdenkmale
| Bild                                    | Bezeichnung | Lage                                                                      | Datierung                                                                                                | Beschreibung | ID       |
| --------------------------------------- | --- | ------------------------------------------------------------------------- | --- | --- | -------- |
| Weitere Bilder                          | Bahnstrecke Zittau–Löbau (Sachgesamtheit) | (Flur Altlöbau; Flurstücke 177/2; 572; 573; 574; 576; 577; 575/3) (Karte) | 1848 eröffnet                                                                                            | Sachgesamtheit Eisenbahnstrecke Löbau-Zittau, mit folgenden Einzeldenkmalen: Bahnhof Löbau (Bahnhofstraße 35, 09222574), Lokschuppen (Maschinenhausstraße 2, 09223094), Eisenbahnbrücke an der Altlöbauer Straße (09222735) und Eisenbahnbrücke an der Friedhofstraße (09222736) sowie folgenden Sachgesamtheitsteilen: Trasse und Gleisanlagen in den Gemeinden Löbau, Dürrhennersdorf, Großschweidnitz, Niedercunnersdorf, Obercunnersdorf, Herrnhut, Oderwitz (Abschnitt Oberoderwitz bis Zittau nicht unter Denkmalschutz), siehe auch Sachgesamtheitsbestandteile in den oben genannten Gemeinden (09302436, 09306375, 09302439, 09302440, 09302441, 09302443, 08992559, 09302445 und 09303744); technikgeschichtlich, baugeschichtlich, eisenbahngeschichtlich und verkehrsgeschichtlich von Bedeutung, eine der ältesten Eisenbahnstrecken Sachsens | 08992544 |
|                                         | Wohnhaus mit Einfriedung | Alexander-von-Humboldt-Straße 2 (Karte)                                   | Bezeichnet mit 1895                                                                                      | Obergeschoss Klinker, mit Nischenfigur, Ecktürmchen und hölzernem Anbau, baugeschichtlich von Bedeutung | 09222637 |
| Weitere Bilder                          | Eisenbahnbrücke über die Straße (Einzeldenkmal zu ID-Nr. 08992544) | Altlöbauer Straße (Altlöbau) (Karte)                                      | 4. Viertel 19. Jahrhundert                                                                               | Einzeldenkmal der Eisenbahn Löbau–Zittau; eisenbahngeschichtlich und verkehrsgeschichtlich von Bedeutung, Bogenbrücke aus Granitsteinen | 09222735 |
|                                         | Wohnhaus | Altlöbauer Straße 10 (Altlöbau) (Karte)                                   | Um 1910                                                                                                  | Mit Schmuckfachwerk, baugeschichtlich und städtebaulich von Bedeutung | 09222733 |
|                                         | Wohnhaus und Nebengebäude | Altlöbauer Straße 47 (Altlöbau) (Karte)                                   | 1911 (Auskunft)                                                                                          | Wohnhaus mit Schmuckfachwerk, baugeschichtlich von Bedeutung | 09222737 |
|                                         | Wohnstallhaus und Scheune eines Hakenhofes | Altlöbauer Straße 51 (Altlöbau) (Karte)                                   | Um 1800                                                                                                  | Wohnstallhaus mit Fachwerkobergeschoss, winklige Anlage, baugeschichtlich und wirtschaftsgeschichtlich von Bedeutung | 09222738 |
|                                         | Wohnstallhaus eines Bauernhofes | Altlöbauer Straße 75 (Altlöbau) (Karte)                                   | Bezeichnet mit 1782                                                                                      | Mit Fachwerkobergeschoss, bezeichnet im Türsturz, baugeschichtlich von Bedeutung | 09222742 |
|                                         | Brunnen | Altmarkt (Altstadt) (Karte)                                               | 19. Jahrhundert                                                                                          | Ortsgeschichtlich von Bedeutung | 09222429 |
| Weitere Bilder                          | Rathaus | Altmarkt 1 (Altstadt) (Karte)                                             | 15. Jahrhundert (Turm); 1711–1714 (Rathaus)                                                              | Nach Stadtbrand 1711 Neubau des Rathauses, stattlicher Bau mit Mittelrisalit und Dreiecksgiebel, Altan und Turm, an der Markseite geschlossener Laubengang, baugeschichtlich, ortsgeschichtlich und platzbildprägend von Bedeutung | 09222893 |
|                                         | Mietshaus in geschlossener Bebauung, mit originaler Ladenfront | Altmarkt 2 (Altstadt) (Karte)                                             | 3. Viertel 19. Jahrhundert                                                                               | Teil der Altmarktbebauung mit einfacher spätklassizistischer Fassade, baugeschichtlich und städtebaulich von Bedeutung | 09222408 |
| Weitere Bilder                          | Wohn- und Geschäftshaus in geschlossener Bebauung | Altmarkt 3 (Altstadt) (Karte)                                             | 3. Viertel 19. Jahrhundert                                                                               | Teil der Altmarktbebauung mit spätklassizistischer Fassade, moderne Ladeneinbauten, Betonung des mittigen risalitartigen Eingangsbereichs durch Rundbogentor und darüberliegenden Fenstern mit Brüstung; baugeschichtlich und städtebaulich von Bedeutung | 09222407 |
|                                         | Mietshaus in geschlossener Bebauung, mit originaler Ladenfront | Altmarkt 4 (Altstadt) (Karte)                                             | 3. Viertel 19. Jahrhundert                                                                               | Teil der Altmarktbebauung mit einfacher spätklassizistischer Fassade, baugeschichtlich und städtebaulich von Bedeutung | 09222346 |
|                                         | Wohnhaus in geschlossener Bebauung, mit originaler Ladenfront | Altmarkt 5 (Altstadt) (Karte)                                             | Nach 1853                                                                                                | Teil der Altmarktbebauung mit einfacher spätklassizistischer Fassade, später mit Schmuckelementen des Art-Déco, baugeschichtlich und städtebaulich von Bedeutung | 09222418 |
|                                         | Wohnhaus in geschlossener Bebauung | Altmarkt 6 (Altstadt) (Karte)                                             | Nach 1853                                                                                                | Wohnhaus in geschlossener Bebauung; Teil der Altmarktbebauung mit spätklassizistischer Fassade, mit Durchfahrt und kleinem Lichthof, baugeschichtlich und städtebaulich von Bedeutung | 09222419 |
|                                         | Wohnhaus in geschlossener Bebauung | Altmarkt 7 (Altstadt) (Karte)                                             | Nach 1853                                                                                                | Teil der Altmarktbebauung mit spätklassizistischer Fassade, Erdgeschoss durch jüngeren Laden aufgerissen, baugeschichtlich und städtebaulich von Bedeutung | 09222420 |
|                                         | Wohnhaus in geschlossener Bebauung, mit originaler Ladenfront | Altmarkt 8 (Altstadt) (Karte)                                             | Nach 1853                                                                                                | Teil der Altmarktbebauung mit einfacher spätklassizistischer Fassade, baugeschichtlich und städtebaulich von Bedeutung | 09222421 |
|                                         | Wohnhaus in geschlossener Bebauung, mit zwei originalen Ladenfronten | Altmarkt 9 (Altstadt) (Karte)                                             | Nach 1853                                                                                                | Teil der Altmarktbebauung mit spätklassizistischer Fassade, Betonung durch Rundbogenportal, baugeschichtlich und städtebaulich von Bedeutung | 09222422 |
| Weitere Bilder                          | Wohnhaus (Nr. 10a), südlich angebautes Hofgebäude (Nr. 10b), südöstliches Hofgebäude (Nr. 10c) und das Wohnhaus an der Teichpromenade im südöstlichen Bereich des Grundstücks (Nr. 10d)                                                         | Altmarkt 10a, 10b, 10c, 10d (Altstadt) (Karte)                            | Nach 1853                                                                                                | Vorderhaus 10a stattlicher, klassizistisch gegliederter Bau, Wohnhaus Teichpromenade (10d) mit einer Längsseite im Verlauf der ehemaligen Stadtmauer, daran angebaut sog. Katzenturm, dieser Teil der Stadtbefestigung, siehe Teichpromenade Obj. 09222364, baugeschichtlich und straßenbildprägend von Bedeutung | 09222423 |
| Weitere Bilder                          | Wohnhaus in geschlossener Bebauung, mit Gaststätte | Altmarkt 11 (Altstadt) (Karte)                                            | 18. Jahrhundert                                                                                          | Giebelständiges barockes Gebäude, baugeschichtlich und ortsgeschichtlich von Bedeutung | 09222368 |
|                                         | Wohnhaus in geschlossener Bebauung, mit originaler Ladenfront und Schrift | Altmarkt 15 (Altstadt) (Karte)                                            | 1. Hälfte 18. Jahrhundert                                                                                | Mehrfach umgebautes Barockhaus, baugeschichtlich und städtebaulich von Bedeutung | 09222427 |
|                                         | Wohnhaus in geschlossener Bebauung (Haus Schlockwerder) | Altmarkt 16 (Altstadt) (Karte)                                            | Bezeichnet mit 1712                                                                                      | Repräsentatives Barockhaus mit reich gegliederter Fassade und Dachhäusern, baugeschichtlich und städtebaulich von Bedeutung | 09222426 |
|                                         | Wohnhaus, nach rechts frei stehend, mit Stadthaussaal (Goldenes Schiff) | Altmarkt 17 (Altstadt) (Karte)                                            | Um 1720/1730 (Wohnhaus); 1. Hälfte 20. Jahrhundert (Saal)                                                | Wohnhaus repräsentativ mit reich gegliederter Fassade und Korbbogenportal, Stadthaussaal mit Bühne und Galerie, Fassade zum Bankgäßchen mit Bogenfenstern, baugeschichtlich und ortsgeschichtlich von Bedeutung | 09222425 |
| Weitere Bilder                          | Frauenkirchhof (Sachgesamtheit) | Am Alten Friedhof (Karte)                                                 | 1544 ff., Kirchhof in Anlage älter                                                                       | Sachgesamtheit Frauenkirchhof (genannt Alter Friedhof) mit folgenden Einzeldenkmalen: Lückesches Grufthaus, Einfriedungsmauer mit Toreingang, einige barocke und zwei klassizistische Grabmale sowie Gedenkstein an den Deutsch-Österreichischer Krieg, den „Feldzug 1866“ (siehe Einzeldenkmal 09222643) sowie der alte Baumbestand (Gartendenkmal); baugeschichtlich, künstlerisch, ortsgeschichtlich und landschaftsgestaltend von Bedeutung | 09302379 |
| Weitere Bilder                          | Lückesches Grufthaus (Einzeldenkmal zu ID-Nr. 09302379) | Am Alten Friedhof (Karte)                                                 | Bezeichnet mit 1731                                                                                      | Einzeldenkmal der Sachgesamtheit Frauenkirchhof (genannt Alter Friedhof); baugeschichtlich, künstlerisch und ortsgeschichtlich von Bedeutung | 09222643 |
| Weitere Bilder                          | Einfriedungsmauer mit Toreingang (Einzeldenkmal zu ID-Nr. 09302379) | Am Alten Friedhof (Karte)                                                 | 1544 ff.                                                                                                 | Einzeldenkmal der Sachgesamtheit Frauenkirchhof (genannt Alter Friedhof); baugeschichtlich, künstlerisch und ortsgeschichtlich von Bedeutung | 09222643 |
| Weitere Bilder                          | Einige barocke und zwei klassizistische Grabmale (Einzeldenkmale zu ID-Nr. 09302379) | Am Alten Friedhof (Karte)                                                 | 1544 ff.                                                                                                 | Einzeldenkmale der Sachgesamtheit Frauenkirchhof (genannt Alter Friedhof); baugeschichtlich, künstlerisch und ortsgeschichtlich von Bedeutung | 09222643 |
| Weitere Bilder                          | Gedenkstein an den Deutsch-Österreichischen Krieg, den „Feldzug 1866“ (Einzeldenkmal zu ID-Nr. 09302379) | Am Alten Friedhof (Karte)                                                 | 1866 | Einzeldenkmal der Sachgesamtheit Frauenkirchhof (genannt Alter Friedhof); baugeschichtlich, künstlerisch und ortsgeschichtlich von Bedeutung | 09222643 |
|                                         | Wohnhaus (Umgebindehaus) | An der Seltenrein 2 (Altlöbau) (Karte)                                    | Ende 18. Jahrhundert                                                                                     | Langständerbau, baugeschichtlich und sozialgeschichtlich von Bedeutung | 09222745 |
|                                         | Ländliches Wohnhaus | An der Seltenrein 4 (Altlöbau) (Karte)                                    | 1. Hälfte 19. Jahrhundert                                                                                | Mit verbrettertem Fachwerkobergeschoss, Giebel verschiefert, baugeschichtlich von Bedeutung | 09222746 |
| Direkt Bild zu diesem Denkmal hochladen | Wohnhaus | An der Seltenrein 12 (Altlöbau) (Karte)                                   | 1. Hälfte 19. Jahrhundert                                                                                | Obergeschoss Fachwerk verbrettert, baugeschichtlich von Bedeutung | 09222748 |
|                                         | Verwaltungsgebäude | August-Bebel-Straße 2 (Karte)                                             | 1882 | Haus der Amtshauptmannschaft (Landkreisverwaltung), klassizistischer Baukörper, baugeschichtlich und ortsgeschichtlich von Bedeutung | 09299848 |
| Weitere Bilder                          | Katholische Kirche Mariä Namen und Pfarrhaus mit Garten und Einfriedung | August-Bebel-Straße 6 (Karte)                                             | 1896/1897                                                                                                | Baugeschichtlich und ortsgeschichtlich von Bedeutung | 09222525 |
| Direkt Bild zu diesem Denkmal hochladen | Schulgebäude (Katholische Schule) | August-Bebel-Straße 8 (Karte)                                             | 1899 | Roter Klinkerbau mit giebelbekröntem Mittelrisalit, Eckquaderung, erbaut als katholische Bekenntnisschule, baugeschichtlich und ortsgeschichtlich von Bedeutung | 09222524 |
|                                         | Wohnhaus in offener Bebauung | August-Bebel-Straße 9 (Karte)                                             | Um 1905                                                                                                  | Mit Eckerker, geschweiftem Giebel und Turmaufsatz, baugeschichtlich und städtebaulich von Bedeutung | 09222527 |
|                                         | Mietvilla („Villa Daheim“) | August-Bebel-Straße 13 (Karte)                                            | Um 1900                                                                                                  | Klinkerbau mit Schmuckfachwerk und reicher Ornamentik, baugeschichtlich und städtebaulich von Bedeutung | 09222526 |
| Direkt Bild zu diesem Denkmal hochladen | Straßenbrücke über die Eisenbahnstrecke Löbau–Zittau | Äußere Bautzener Straße (Karte)                                           | 4. Viertel 19. Jahrhundert                                                                               | Ein Bogen Granit, baugeschichtlich und technikgeschichtlich von Bedeutung | 09222764 |
|                                         | Mietshaus in Ecklage und geschlossener Bebauung, mit Laden | Äußere Bautzener Straße 1 (Karte)                                         | 1908 | Im Reformstil der Zeit um 1910, baugeschichtlich und städtebaulich von Bedeutung | 09222478 |
| Direkt Bild zu diesem Denkmal hochladen | Mietshaus in geschlossener Bebauung, mit originaler Ladenfront | Äußere Bautzener Straße 1a (Karte)                                        | Um 1910                                                                                                  | Im Reformstil der Zeit um 1910, baugeschichtlich und städtebaulich von Bedeutung | 09222479 |
| Direkt Bild zu diesem Denkmal hochladen | Wohnhaus in geschlossener Bebauung | Äußere Bautzener Straße 3 (Karte)                                         | Um 1850                                                                                                  | Fassade mit Jugendstilelementen, jüngerer Ladeneinbau, baugeschichtlich und städtebaulich von Bedeutung | 09222480 |
| Direkt Bild zu diesem Denkmal hochladen | Mietshaus in geschlossener Bebauung, mit originaler Ladenfront | Äußere Bautzener Straße 7 (Karte)                                         | 1890er Jahre                                                                                             | Klinkerbau, baugeschichtlich und städtebaulich von Bedeutung | 09222482 |
| Direkt Bild zu diesem Denkmal hochladen | Wohnhaus in geschlossener Bebauung | Äußere Bautzener Straße 8 (Karte)                                         | Um 1850                                                                                                  | Einfacher Historismusbau, baugeschichtlich und städtebaulich von Bedeutung | 09222490 |
| Direkt Bild zu diesem Denkmal hochladen | Mietshaus in geschlossener Bebauung | Äußere Bautzener Straße 9 (Karte)                                         | 1890er Jahre                                                                                             | Historismusbau mit originaler Haustür, baugeschichtlich und städtebaulich von Bedeutung | 09222483 |
|                                         | Mietshaus in geschlossener Bebauung | Äußere Bautzener Straße 11 (Karte)                                        | Bezeichnet mit 1898                                                                                      | Klinkerbau mit originaler Ladenfront und originaler Haustür, baugeschichtlich und städtebaulich von Bedeutung | 09222485 |
| Direkt Bild zu diesem Denkmal hochladen | Mietshaus in geschlossener Bebauung | Äußere Bautzener Straße 13 (Karte)                                        | 1890er Jahre                                                                                             | Klinkerbau, baugeschichtlich und städtebaulich von Bedeutung | 09222523 |
| Direkt Bild zu diesem Denkmal hochladen | Wohnhaus, nach links freistehend | Äußere Bautzener Straße 14 (Karte)                                        | 1824–1825                                                                                                | Baugeschichtlich und städtebaulich von Bedeutung | 09222488 |
| Direkt Bild zu diesem Denkmal hochladen | Mietshaus in geschlossener Bebauung | Äußere Bautzener Straße 15 (Karte)                                        | Um 1900                                                                                                  | Verputztes Erdgeschoss und drei Obergeschosse in Klinker, historisierend im Stil des ausgehenden 19. Jahrhunderts, bau- und ortsgeschichtlich von Bedeutung | 09222522 |
|                                         | Gasthof „Zum Lamm“ und Nebengebäude | Äußere Bautzener Straße 16 (Karte)                                        | Bezeichnet mit 1822                                                                                      | Ehemals Gasthof mit Ausspanne vor dem Stadttor, später Hotel, baugeschichtlich und ortsgeschichtlich von Bedeutung | 09222487 |
| Direkt Bild zu diesem Denkmal hochladen | Mietshaus in geschlossener Bebauung | Äußere Bautzener Straße 17 (Karte)                                        | Um 1900                                                                                                  | Verputztes Erdgeschoss und drei Obergeschosse in Klinker, historisierend im Stil des ausgehenden 19. Jahrhunderts, bau- und ortsgeschichtlich von Bedeutung | 09222521 |
| Direkt Bild zu diesem Denkmal hochladen | Mietshaus in geschlossener Bebauung | Äußere Bautzener Straße 19 (Karte)                                        | Um 1905                                                                                                  | Fassade mit Jugendstilelementen, baugeschichtlich und städtebaulich von Bedeutung | 09222520 |
|                                         | Mietshaus in geschlossener Bebauung | Äußere Bautzener Straße 21 (Karte)                                        | Um 1905                                                                                                  | Aufwändige Fassade mit Jugendstilelementen, baugeschichtlich und städtebaulich von Bedeutung | 09222519 |
|                                         | Mietshaus in geschlossener Bebauung | Äußere Bautzener Straße 23 (Karte)                                        | Um 1905                                                                                                  | Fassade mit reichen floralen Schmuckelementen, baugeschichtlich und städtebaulich von Bedeutung | 09222518 |
|                                         | Mietshaus in geschlossener Bebauung | Äußere Bautzener Straße 25 (Karte)                                        | Um 1912                                                                                                  | Fassade mit Pilastergliederung und Figurenschmuck, baugeschichtlich und städtebaulich von Bedeutung | 09221438 |
| Direkt Bild zu diesem Denkmal hochladen | Wohnhaus mit Einfriedung | Äußere Bautzener Straße 26 (Karte)                                        | Um 1925                                                                                                  | Sachliche Architektur nach 1910, mit seitlichem Eingangsbereich, baugeschichtlich von Bedeutung | 09222563 |
|                                         | Mietshaus in geschlossener Bebauung | Äußere Bautzener Straße 27 (Karte)                                        | Um 1912                                                                                                  | Fassade mit Pilastergliederung und Figurenschmuck, baugeschichtlich und städtebaulich von Bedeutung | 09222899 |
|                                         | Mietshaus in geschlossener Bebauung | Äußere Bautzener Straße 29 (Karte)                                        | Um 1912                                                                                                  | Fassade mit Pilastergliederung und Figurenschmuck, baugeschichtlich und städtebaulich von Bedeutung | 09223170 |
|                                         | Mietshaus in Ecklage und geschlossener Bebauung | Äußere Bautzener Straße 31 (Karte)                                        | Um 1912                                                                                                  | Fassade mit Pilastergliederung und Figurenschmuck, baugeschichtlich und städtebaulich von Bedeutung | 09222898 |
| Weitere Bilder                          | Anker-Teigwaren-Fabrik Loeser & Richter mit Produktions- und Verwaltungsgebäuden, rückwärtigem Treppenhausturm von Hans Scharoun und teilweise erhaltenem Interieur (z. B. Möbel und Türen), Einzeldenkmale zu ID-NR. 09303655                  | Äußere Bautzener Straße 32 (Karte)                                        | 1899 (Fabrikgebäude); 1930er Jahre (Treppenturm)                                                         | Einzeldenkmale der Sachgesamtheit Anker-Teigwaren-Fabrik Loeser & Richter und Haus Schminke; zugehörige Fabrikantenvilla „Haus Schminke“ siehe Kirschallee 1b, ortsgeschichtlich, baugeschichtlich, technikgeschichtlich und wissenschaftlich von Bedeutung | 09222769 |
| Direkt Bild zu diesem Denkmal hochladen | Wohnhäuser in geschlossener Bebauung, zurückgesetzt hinter Vorgarten | Äußere Bautzener Straße 33, 35, 37 (Karte)                                | 1955 | Gleichartig gestaltet, die 33 gleicht mit einem Fassadenvorsprung die Bauflucht zur Goethestraße 6 aus, hier geschickte Verschmelzung der Höhen, bau- und ortsgeschichtlich von Bedeutung | 09306989 |
| Direkt Bild zu diesem Denkmal hochladen | Wohnhaus in geschlossener Bebauung | Äußere Bautzener Straße 39 (Karte)                                        | Bezeichnet mit 1898                                                                                      | Historismusbau, Obergeschosse Klinker, baugeschichtlich und städtebaulich von Bedeutung | 09222564 |
| Direkt Bild zu diesem Denkmal hochladen | Mietshaus als Endhaus der geschlossenen Bebauung | Äußere Bautzener Straße 41 (Karte)                                        | 1890er Jahre                                                                                             | Aufwändige Historismusfassade, Obergeschosse Klinker, baugeschichtlich und städtebaulich von Bedeutung | 09222561 |
| Direkt Bild zu diesem Denkmal hochladen | Fünf Stadtscheunen in geschlossener Zeile | Äußere Bautzener Straße 41 (hinter) (Karte)                               | 1. Hälfte 19. Jahrhundert                                                                                | Baugeschichtlich und wirtschaftsgeschichtlich von Bedeutung | 09222562 |
| Direkt Bild zu diesem Denkmal hochladen | Mietshaus („Haus Christa“) | Äußere Bautzener Straße 43 (Karte)                                        | Um 1900                                                                                                  | Historisierende Fassade mit Stuckornamentik, Obergeschosse teils Klinker, Holzbalkons, baugeschichtlich und städtebaulich von Bedeutung | 09222768 |
| Direkt Bild zu diesem Denkmal hochladen | Straßenbrücke | Äußere Zittauer Straße (Karte)                                            | Bezeichnet mit 1824, verändert                                                                           | Zwei Granitbögen, baugeschichtlich und technikgeschichtlich von Bedeutung. Entstanden 1824 mit der neuen Zittauer Landstraße | 09222786 |
| Weitere Bilder                          | Heilig-Geist-Kirche (Katechismuskirche) mit umgebendem Kirchplatz | Äußere Zittauer Straße (Mühlenstraße) (Karte)                             | Bezeichnet mit 1712, Kernbau spätgotisch                                                                 | Baugeschichtlich und ortsgeschichtlich von Bedeutung | 09222594 |
| Direkt Bild zu diesem Denkmal hochladen | Wohnhaus | Äußere Zittauer Straße 4 (Karte)                                          | 2. Viertel 19. Jahrhundert                                                                               | Ohne rückseitigem Gebäudeteil, klassizistischer Bau mit aufwändiger Putznutung, baugeschichtlich und städtebaulich von Bedeutung | 09222588 |
| Direkt Bild zu diesem Denkmal hochladen | Wohnhaus | Äußere Zittauer Straße 6 (Karte)                                          | Um 1800                                                                                                  | Konzipiert für geschlossene Bebauung, Teil des spätbarocken Straßenzuges mit originaler Haustür und Mansardgiebeldach, baugeschichtlich und städtebaulich von Bedeutung | 09222609 |
|                                         | Wohnhaus, im Innern hölzerner Lastenaufzug | Äußere Zittauer Straße 7 (Karte)                                          | 18. Jahrhundert                                                                                          | Wohl ehemaliger Speicherbau, mit barockem Portal, baugeschichtlich von Bedeutung | 09222587 |
| Direkt Bild zu diesem Denkmal hochladen | Wohnhaus in geschlossener Bebauung | Äußere Zittauer Straße 8 (Karte)                                          | Um 1800                                                                                                  | Teil des spätbarocken Straßenzuges mit originaler Haustür und Mansardgiebeldach, baugeschichtlich und städtebaulich von Bedeutung | 09222608 |
| Direkt Bild zu diesem Denkmal hochladen | Wohnhaus in geschlossener Bebauung | Äußere Zittauer Straße 10 (Karte)                                         | Mitte 19. Jahrhundert                                                                                    | Einfacher Historismusbau mit Giebeldreieck, baugeschichtlich und städtebaulich von Bedeutung | 09222607 |
|                                         | Wohnhaus in geschlossener Bebauung | Äußere Zittauer Straße 11 (Karte)                                         | 18. Jahrhundert                                                                                          | Teil des spätbarocken Straßenzuges mit originaler Haustür und Mansardgiebeldach, baugeschichtlich und städtebaulich von Bedeutung | 09222589 |
|                                         | Wohnhaus in geschlossener Bebauung | Äußere Zittauer Straße 12 (Karte)                                         | 2. Hälfte 18. Jahrhundert                                                                                | Teil des spätbarocken Straßenzuges mit Mansardgiebeldach, baugeschichtlich und städtebaulich von Bedeutung | 09222606 |
|                                         | Wohnhaus in geschlossener Bebauung | Äußere Zittauer Straße 13 (Karte)                                         | Um 1800                                                                                                  | Teil des spätbarocken Straßenzuges mit Mansardgiebeldach, baugeschichtlich und städtebaulich von Bedeutung | 09222590 |
|                                         | Wohnhaus in geschlossener Bebauung | Äußere Zittauer Straße 14 (Karte)                                         | 2. Hälfte 18. Jahrhundert                                                                                | Teil des spätbarocken Straßenzuges mit originaler Haustür und Mansardgiebeldach, baugeschichtlich und städtebaulich von Bedeutung | 09222605 |
|                                         | Wohnhaus, nach rechts freistehend | Äußere Zittauer Straße 15 (Karte)                                         | Um 1800                                                                                                  | Teil des spätbarocken Straßenzuges mit Mansardgiebeldach, baugeschichtlich und städtebaulich von Bedeutung | 09222591 |
| Direkt Bild zu diesem Denkmal hochladen | Bogenbrücke | Äußere Zittauer Straße 28 (hinter) (Karte)                                | Bezeichnet mit 1752                                                                                      | Bruchstein, bezeichnet mit 1752, am Zusammenfluss von Seltenrein und Katzbach gelegen, baugeschichtlich von Bedeutung | 09222603 |
| Direkt Bild zu diesem Denkmal hochladen | Wohnhaus in geschlossener Bebauung | Äußere Zittauer Straße 29 (Karte)                                         | 18. Jahrhundert                                                                                          | Teil des spätbarocken Straßenzuges mit Mansardgiebeldach, baugeschichtlich und städtebaulich von Bedeutung | 09222601 |
|                                         | Wohnhaus in geschlossener Bebauung | Äußere Zittauer Straße 30 (Karte)                                         | Anfang 19. Jahrhundert                                                                                   | Teil des spätbarocken Straßenzuges mit Satteldach, baugeschichtlich und städtebaulich von Bedeutung | 09222599 |
| Direkt Bild zu diesem Denkmal hochladen | Wohnhaus, nach rechts freistehend | Äußere Zittauer Straße 31 (Karte)                                         | Bezeichnet mit 1811 (im Schlussstein)                                                                    | Teil des spätbarocken Straßenzuges mit Korbbogentür und Mansardwalmdach, baugeschichtlich und städtebaulich von Bedeutung | 09222600 |
| Direkt Bild zu diesem Denkmal hochladen | Wohnhaus, nach links freistehend, und Bogenbrücke | Äußere Zittauer Straße 32 (Karte)                                         | 17. Jahrhundert                                                                                          | Barocker Bau mit steilem Satteldach, baugeschichtlich und städtebaulich von Bedeutung. Bogenbrücke hinter dem Haus | 09222598 |
| Direkt Bild zu diesem Denkmal hochladen | Wohnhaus in offener Bebauung | Äußere Zittauer Straße 40 (Karte)                                         | 18. Jahrhundert                                                                                          | Teil des spätbarocken Straßenzuges mit Mansardgiebeldach, baugeschichtlich und städtebaulich von Bedeutung | 09222593 |
| Direkt Bild zu diesem Denkmal hochladen | Wohnhaus in offener Bebauung | Äußere Zittauer Straße 47 (Karte)                                         | 1905/1910                                                                                                | Beispiel der versachlichten Architektur mit sparsamen Gliederungselementen, baugeschichtlich und städtebaulich von Bedeutung | 09222780 |
| Direkt Bild zu diesem Denkmal hochladen | Wohnhaus | Äußere Zittauer Straße 50 (Karte)                                         | Um 1910                                                                                                  | Versachlichte Architektur mit übergiebeltem Mittelrisalit und Schmuckfachwerk, baugeschichtlich und städtebaulich von Bedeutung | 09222783 |
| Direkt Bild zu diesem Denkmal hochladen | Doppelmietshaus in offener Bebauung | Äußere Zittauer Straße 52, 52a (Karte)                                    | Um 1900                                                                                                  | Mit Erkern und Schmuckfachwerk, baugeschichtlich und städtebaulich von Bedeutung | 09222782 |
| Direkt Bild zu diesem Denkmal hochladen | Mietshaus in offener Bebauung und Ecklage, mit Einfriedung | Äußere Zittauer Straße 54 (Karte)                                         | 1910er Jahre                                                                                             | Aufwändiges Gebäude mit zwei Giebelrisaliten, Eckturm und Schmuckfachwerk, baugeschichtlich und städtebaulich von Bedeutung | 09222781 |
|                                         | Wohnhaus in geschlossener Bebauung | Badergasse 1 (Altstadt) (Karte)                                           | 18. Jahrhundert                                                                                          | Barockes Gebäude, giebelständig zur Straße, baugeschichtlich und städtebaulich von Bedeutung | 09222369 |
|                                         | Wohnhaus in geschlossener Bebauung | Badergasse 3 (Karte)                                                      | 18. Jahrhundert                                                                                          | Barockes Gebäude, giebelständig zur Straße, baugeschichtlich und städtebaulich von Bedeutung | 09222370 |
|                                         | Wohnhaus in geschlossener Bebauung, mit Durchfahrtsbau (Alte Baderei) | Badergasse 5 (Altstadt) (Karte)                                           | Bezeichnet mit 1714, Haus älter                                                                          | Mächtiger Barockbau mit Korbbogenportal, im Schlussstein bezeichnet mit „IOH. CASP. GRAFE Ano 1714“, baugeschichtlich und ortsgeschichtlich von Bedeutung | 09222366 |
|                                         | Kartenhäuschen Nicolaiplatz/Bahnhofstraße (Einzeldenkmal zu ID-Nr. 09223137) | Bahnhofstraße (Altstadt) (Karte)                                          | um 1900                                                                                                  | Einzeldenkmal der Sachgesamtheit Ringanlage und Stadtbefestigung; baugeschichtlich, städtebaulich und ortsgeschichtlich von Bedeutung | 09303379 |
| Direkt Bild zu diesem Denkmal hochladen | Wohnhaus in geschlossener Bebauung | Bahnhofstraße 1 (Altstadt) (Karte)                                        | 18. Jahrhundert (Wohnhaus); Durchgang 1713 (Auskunft)                                                    | Mit Ladeneinbau und kreuzgratgewölbtem Durchgang, verändert, baugeschichtlich und städtebaulich von Bedeutung | 09222413 |
| Weitere Bilder                          | Wohnhaus in Ecklage und geschlossener Bebauung, ein Haus mit Rückgebäude Nicolaiplatz 3 (Alte Apotheke) | Bahnhofstraße 2, Nicolaiplatz 3 (Altstadt) (Karte)                        | Bezeichnet mit 1611                                                                                      | Kernbau um 1900 überformt, baugeschichtlich, städtebaulich und ortsgeschichtlich von Bedeutung | 09222447 |
| Direkt Bild zu diesem Denkmal hochladen | Mietshaus in geschlossener Bebauung mit originaler Ladenfront und Hintergebäude | Bahnhofstraße 3 (Altstadt) (Karte)                                        | 1890er Jahre (Mietshaus); 19. Jahrhundert (Nebengebäude)                                                 | Historismusfassade mit Klinkern, Hintergebäude zum Promenadenring, baugeschichtlich und städtebaulich von Bedeutung | 09222412 |
| Direkt Bild zu diesem Denkmal hochladen | Wohnhaus in geschlossener Bebauung, mit originaler Ladenfront | Bahnhofstraße 4 (Altstadt) (Karte)                                        | 18. Jahrhundert                                                                                          | Teil des barocken Straßenzuges, später überformt, baugeschichtlich und städtebaulich von Bedeutung | 09222449 |
| Direkt Bild zu diesem Denkmal hochladen | Wohnhaus in Ecklage und geschlossener Bebauung | Bahnhofstraße 5 (Karte)                                                   | 18. Jahrhundert                                                                                          | Teil des barocken Straßenzuges, baugeschichtlich und städtebaulich von Bedeutung | 09300050 |
|                                         | Wohnhaus in geschlossener Bebauung, mit Ladeneinbau | Bahnhofstraße 6 (Altstadt) (Karte)                                        | 18. Jahrhundert                                                                                          | Teil des barocken Straßenzuges mit originaler Haustür, baugeschichtlich und städtebaulich von Bedeutung | 09222484 |
|                                         | Mietshaus in Ecklage und halboffener Bebauung, mit Hintergebäude | Bahnhofstraße 8 (Karte)                                                   | 1890er Jahre                                                                                             | Geglättete Fassade, nur im Mansardbereich des Daches Stuckormantik, Freiplastik an Eckseite des Hauses, baugeschichtlich und straßenbildprägend von Bedeutung | 09222538 |
| Weitere Bilder                          | Freiplastik am Mietshaus in Ecklage | Bahnhofstraße 8 (Karte)                                                   | 1890er Jahre                                                                                             | Freiplastik „Merkur“ an der Eckseite des Hauses, baugeschichtlich und straßenbildprägend von Bedeutung | 09222538 |
| Direkt Bild zu diesem Denkmal hochladen | Wohnhaus in geschlossener Bebauung, mit Ladeneinbau | Bahnhofstraße 9 (Karte)                                                   | Bezeichnet mit 1901                                                                                      | Qualitätvolle und ausgewogenen Fassade der Zeit um 1900, baugeschichtlich und städtebaulich von Bedeutung | 09222541 |
| Direkt Bild zu diesem Denkmal hochladen | Wohnhaus in geschlossener Bebauung, mit Ladeneinbau | Bahnhofstraße 11 (Karte)                                                  | Um 1850                                                                                                  | Historismusfassade mit originaler Tür, baugeschichtlich und städtebaulich von Bedeutung | 09222542 |
| Direkt Bild zu diesem Denkmal hochladen | Wohnhaus in geschlossener Bebauung | Bahnhofstraße 15 (Karte)                                                  | 2. Drittel 19. Jahrhundert                                                                               | Betonung der Fassade durch übergiebelten Mittelrisalit, mit modernen Ladeneinbauten, baugeschichtlich und städtebaulich von Bedeutung | 09222543 |
| Direkt Bild zu diesem Denkmal hochladen | Doppelmietshaus in geschlossener Bebauung | Bahnhofstraße 16, 16b (Karte)                                             | Bezeichnet mit 1900                                                                                      | Aufwändige Fassade mit Elementen des Reformstils, markanter Eingangsbereich, entstellende Ladeneinbauten, baugeschichtlich und straßenbildprägend von Bedeutung | 09222573 |
| Direkt Bild zu diesem Denkmal hochladen | Wohnhaus in geschlossener Bebauung | Bahnhofstraße 17 (Karte)                                                  | Um 1850                                                                                                  | Mit modernem Ladeneinbau, Historismusfassade mit mehrfach gesprossten Fenstern und ausgeprägten Fensterbedachungen, baugeschichtlich und städtebaulich von Bedeutung | 09222544 |
| Direkt Bild zu diesem Denkmal hochladen | Gartenlaube und Stützmauer | Bahnhofstraße 18 (zur Blumenstraße gelegen) (Karte)                       | Ende 19. Jahrhundert                                                                                     | Klinkerbau mit Holzverzierung und originaler Haustür, baugeschichtlich von Bedeutung | 09222632 |
| Direkt Bild zu diesem Denkmal hochladen | Mietshaus in geschlossener Bebauung | Bahnhofstraße 18 (Karte)                                                  | 3. Viertel 19. Jahrhundert                                                                               | Historismusfassade mit originalem Holztor, jüngere Ladeneinbauten, baugeschichtlich und städtebaulich von Bedeutung | 09222572 |
|                                         | Wohn-, Kontor-, Verkaufs- und Lagerhaus in geschlossener Bebauung, mit Anbau zur Gartenstraße | Bahnhofstraße 19 (Karte)                                                  | 1863 | Repräsentatives Eckgebäude mit Neorenaissancefassade mit reicher Architekturgliederung, für den Löbauer Garnhändler Eduard Rönsch durch Zimmermeister Köhler und Maurermeister Schmidt errichtet, baugeschichtlich, straßenbildprägend und ortsgeschichtlich von Bedeutung | 09222545 |
| Direkt Bild zu diesem Denkmal hochladen | Wohnhaus in geschlossener Bebauung | Bahnhofstraße 20 (Karte)                                                  | 3. Viertel 19. Jahrhundert                                                                               | Ausgewogene spätklassizistische Fassade, mit modernem Ladeneinbau, baugeschichtlich und städtebaulich von Bedeutung | 09222571 |
|                                         | Wohnhaus in geschlossener Bebauung, mit Schriftzug | Bahnhofstraße 22 (Karte)                                                  | Um 1800                                                                                                  | Lettern: „Fahrräder Karl Küntzel Motorräder“, im Erdgeschoss Ladenfront aus 1930er Jahren, baugeschichtlich und städtebaulich von Bedeutung | 09300051 |
|                                         | Wohnhaus in geschlossener Bebauung, mit originaler Ladenfront | Bahnhofstraße 23 (Karte)                                                  | 2. Drittel 19. Jahrhundert                                                                               | Einfache Fassade, baugeschichtlich und städtebaulich von Bedeutung | 09222548 |
|                                         | Mietshaus in geschlossener Bebauung, mit originaler Ladenfront | Bahnhofstraße 24 (Karte)                                                  | Bezeichnet mit 1897                                                                                      | Klinkerbauweise, baugeschichtlich und städtebaulich von Bedeutung | 09222570 |
|                                         | Mietshaus in geschlossener Bebauung, mit teilweise originaler Ladenfront | Bahnhofstraße 25 (Karte)                                                  | 1890er Jahre                                                                                             | Klinkerbau mit aufwändigem Fassadenschmuck, Betonung der Mitte durch Erker, baugeschichtlich und städtebaulich von Bedeutung | 09222549 |
|                                         | Mietshaus in ehemals geschlossener Bebauung, mit originaler Ladenfront | Bahnhofstraße 26 (Karte)                                                  | Bezeichnet mit 1898                                                                                      | Klinkerbau mit Stuckornamentik, baugeschichtlich und städtebaulich von Bedeutung | 09222569 |
|                                         | Mietshaus in geschlossener Bebauung | Bahnhofstraße 27 (Karte)                                                  | 1890er Jahre                                                                                             | Klinkerbau mit ausgewogener Fassade, reiche Fensterbedachungen, moderner Ladeneinbau, baugeschichtlich und städtebaulich von Bedeutung | 09222550 |
|                                         | Mietshaus in geschlossener Bebauung, mit originaler Ladenfront | Bahnhofstraße 29 (Karte)                                                  | Bezeichnet mit 1896                                                                                      | Repräsentativer Klinkerbau mit reichem Fassadenschmuck, Betonung der Mitte durch erkerartige Balkons über zwei Obergeschosse, baugeschichtlich und städtebaulich von Bedeutung | 09222551 |
| Direkt Bild zu diesem Denkmal hochladen | Mietshaus in geschlossener Bebauung | Bahnhofstraße 32 (Karte)                                                  | 1865 | Einfache Historismusfassade, baugeschichtlich und städtebaulich von Bedeutung | 09222621 |
|                                         | Wohnhaus in geschlossener Bebauung, Eckhaus (ehemaliges Film-Theater) | Bahnhofstraße 34, 36 (Karte)                                              | 1860 | Fassade mit Erkern und ionischer Säulenstellung über dem Eingangsbereich, originale Türen, baugeschichtlich und straßenbildprägend von Bedeutung | 09222618 |
| Weitere Bilder                          | Empfangsgebäude des Bahnhofs Löbau (mit sogenanntem Königszimmer), dazu Trägerkonstruktion der Bahnsteigüberdachung (Gleise 1 und 4) sowie Unterführung einschließlich überdachtem Gleisabgang (Einzeldenkmale zu ID-Nr. 08992544)              | Bahnhofstraße 35 (Karte)                                                  | 1844–1847                                                                                                | Einzeldenkmale der Sachgesamtheit Eisenbahn Löbau–Zittau; baugeschichtlich, ortsgeschichtlich, eisenbahngeschichtlich und verkehrsgeschichtlich von Bedeutung, Bahnhof im Rundbogenstil des 19. Jahrhunderts | 09222574 |
| Weitere Bilder                          | Meilenstein | Bahnhofstraße 35 (vor) (Karte)                                            | 1859 | Einzeldenkmal der Sachgesamtheit Königlich-Sächsische Meilensteine; Sandsteinblock, oben abgerundet, verkehrshistorisch von Bedeutung | 09222729 |
|                                         | Mietshaus in Ecklage und geschlossener Bebauung | Bahnhofstraße 38 (Karte)                                                  | 3. Viertel 19. Jahrhundert                                                                               | Fassade mit Putzrustika und stuckierten Verzierungen, originale Haustür, baugeschichtlich und städtebaulich von Bedeutung | 09222617 |
| Direkt Bild zu diesem Denkmal hochladen | Wohnhaus in geschlossener Bebauung | Bahnhofstraße 40 (Karte)                                                  | 3. Viertel 19. Jahrhundert                                                                               | Ehemals zur Knopffabrik J. Ernst KG gehörig, mit Resten der originalen Ausstattung, u. a. Holzvertäfelung in der Eingangshalle und Haustür, baugeschichtlich und städtebaulich von Bedeutung | 09222619 |
|                                         | Mietshaus in ehemals geschlossener Bebauung | Bahnhofstraße 44 (Karte)                                                  | 3. Viertel 19. Jahrhundert                                                                               | Reiche Fassade mit Rundbogengliederung und Stuckornamentik, Betonung durch zwei überhöhte Seitenrisalite, baugeschichtlich und städtebaulich von Bedeutung | 09222616 |
| Direkt Bild zu diesem Denkmal hochladen | Mietshaus in geschlossener Bebauung | Bahnhofstraße 46 (Karte)                                                  | 3. Viertel 19. Jahrhundert                                                                               | Historismusfassade mit Pilastergliederung, baugeschichtlich und städtebaulich von Bedeutung | 09222615 |
| Direkt Bild zu diesem Denkmal hochladen | Mietshaus in geschlossener Bebauung | Bahnhofstraße 48 (Karte)                                                  | 3. Viertel 19. Jahrhundert                                                                               | Einfache Fassade mit Betonung durch zwei überhöhte Seitenrisalite, baugeschichtlich und städtebaulich von Bedeutung | 09222614 |
| Weitere Bilder                          | Parkanlage (Gartendenkmal) mit Denkmal für die Gefallenen des Deutsch-Französischen Krieges 1870/1871 und Kaiser-Wilhelm-Denkmal (Friedenshain, ehemaliger Siegeshain)                                                                          | Beethovenstraße (am Löbauer Berg) (Karte)                                 | 1895 (Kriegerdenkmal Deutsch-Französischer Krieg); 1896-1897 (Parkanlage); 1905 (Kaiser-Wilhelm-Denkmal) | Siegesdenkmal Granitobelisk auf Postament, mit Basaltblöcken sowie Inschrift; ortsgeschichtlich, landschaftsgestaltend und gartenkünstlerisch von Bedeutung | 09222818 |
|                                         | Eisenbahnbrücke | Beethovenstraße (Karte)                                                   | 1845/1847                                                                                                | Eisenbahnstrecke Dresden–Görlitz; Brücke in Granitsteinen, verkehrs- und baugeschichtlich von Bedeutung | 09299763 |
| Direkt Bild zu diesem Denkmal hochladen | Wohnhaus mit Einfriedung | Beethovenstraße 6 (Karte)                                                 | 1920er Jahre                                                                                             | Traditioneller Rechteckbau im Heimatstil, mit Walmdach, baugeschichtlich von Bedeutung | 09222791 |
| Direkt Bild zu diesem Denkmal hochladen | Wohnhaus | Beethovenstraße 8 (Karte)                                                 | 1920er Jahre                                                                                             | Reformstil, baugeschichtlich von Bedeutung | 09222789 |
| Direkt Bild zu diesem Denkmal hochladen | Wohnhaus | Beethovenstraße 10 (Karte)                                                | Um 1930                                                                                                  | Traditionell gestalteter Rechteckbau mit Walmdach, expressionistische Schmuckelemente, baugeschichtlich von Bedeutung | 09222790 |
| Direkt Bild zu diesem Denkmal hochladen | Wohnhaus mit Einfriedung | Beethovenstraße 12 (Karte)                                                | Um 1930                                                                                                  | Traditionell gestalteter Rechteckbau mit Walmdach, expressionistische Schmuckelemente, baugeschichtlich von Bedeutung | 09222788 |
| Direkt Bild zu diesem Denkmal hochladen | Wohnhaus mit Einfriedung | Beethovenstraße 14 (Karte)                                                | Um 1930                                                                                                  | Traditioneller Bau mit expressionistischen Gestaltungselementen, baugeschichtlich von Bedeutung | 09222787 |
| Direkt Bild zu diesem Denkmal hochladen | Wohnhaus (Margothof) | Beethovenstraße 20 (Karte)                                                | 18. Jahrhundert (Wohnhaus); 1863 (neu begründet)                                                         | Barockes Gebäude mit Mittelrisalit mit Dreiecksgiebel und Krüppelwalmdach, baugeschichtlich von Bedeutung | 09299764 |
|                                         | Tankstelle mit Zapfsäule | Beethovenstraße 26 (Karte)                                                | 1930er Jahre                                                                                             | Massiver Bau und überdachte Zapfsäule, beides mit Walmdach, original erhaltene, typische 30er Jahre Architektur, baugeschichtlich und ortsgeschichtlich von Bedeutung | 09299765 |
| Weitere Bilder                          | Städtisches Kurbad mit Park und Einfriedung (König-Albert-Bad) | Blumenstraße 2 (Karte)                                                    | 1875–1876                                                                                                | Langer Bau mit Loggien sowie doppelläufiger Freitreppe, baugeschichtlich und ortsgeschichtlich von Bedeutung | 09222634 |
| Direkt Bild zu diesem Denkmal hochladen | Wohnhaus | Blumenstraße 4 (Karte)                                                    | 3. Viertel 19. Jahrhundert                                                                               | Putzrustika und mehrfache Gesimse, baugeschichtlich und städtebaulich von Bedeutung | 09222633 |
| Direkt Bild zu diesem Denkmal hochladen | Wohnhaus, nach rechts in geschlossener Bebauung | Blumenstraße 10 (Karte)                                                   | 4. Viertel 19. Jahrhundert                                                                               | Baugeschichtlich und städtebaulich von Bedeutung | 09222631 |
| Direkt Bild zu diesem Denkmal hochladen | Wohnhaus, nach links in geschlossener Bebauung | Blumenstraße 12 (Karte)                                                   | 3. Viertel 19. Jahrhundert                                                                               | Mit figürlichen und ornamentalen Terrakotta-Schmuckelementen, baugeschichtlich und städtebaulich von Bedeutung | 09222629 |
| Direkt Bild zu diesem Denkmal hochladen | Wohnhaus, nach rechts in geschlossener Bebauung | Blumenstraße 16 (Karte)                                                   | 3. Viertel 19. Jahrhundert                                                                               | Fassade mit Terrakotta-Reliefs, baugeschichtlich und städtebaulich von Bedeutung | 09222630 |
| Direkt Bild zu diesem Denkmal hochladen | Mietshaus | Böttchergasse 6 (Karte)                                                   | Um 1905                                                                                                  | Mit Ecktürmchen, baugeschichtlich und städtebaulich von Bedeutung | 09222469 |
| Direkt Bild zu diesem Denkmal hochladen | Doppelmietshaus, mit Einfriedung | Breitscheidstraße 14, 16 (Karte)                                          | Um 1905/1910                                                                                             | Baugeschichtlich und städtebaulich von Bedeutung | 09222686 |
|                                         | Doppelmietshaus | Breitscheidstraße 18, 20 (Karte)                                          | Um 1905/1910                                                                                             | Mit reich gegliederter Dachzone, baugeschichtlich und städtebaulich von Bedeutung | 09222684 |
|                                         | Doppelmietshaus | Breitscheidstraße 22, 24 (Karte)                                          | Um 1905/1910                                                                                             | Mit zwei Giebelrisaliten und Ladeneinbauten, baugeschichtlich und städtebaulich von Bedeutung | 09222683 |
|                                         | Doppelmietshaus mit Einfriedung | Breitscheidstraße 30, 32 (Karte)                                          | Bezeichnet mit 1910                                                                                      | Verändert, baugeschichtlich und städtebaulich von Bedeutung | 09223174 |
|                                         | Wohnhaus, Eckhaus | Breitscheidstraße 34 (Karte)                                              | Um 1910                                                                                                  | Kopfbau des Straßenzuges, baugeschichtlich und städtebaulich von Bedeutung | 09222682 |
| Direkt Bild zu diesem Denkmal hochladen | Verwaltungs- und Produktionsgebäude des Konsumvereins Löbau | Breitscheidstraße 36 (Karte)                                              | 1927 | Mit Reliefdarstellung über dem Eck-Eingang, außer figürlicher Darstellung hier die Bezeichnung „Gegründet 1898, KVL, 1927“, baugeschichtlich und ortsgeschichtlich von Bedeutung | 09222681 |
| Direkt Bild zu diesem Denkmal hochladen | Villenartiges Wohnhaus mit Einfriedung | Breitscheidstraße 44 (Karte)                                              | Bezeichnet mit 1911                                                                                      | Fassade mit aufwändigem Stuckdekor, baugeschichtlich von Bedeutung | 09222674 |
|                                         | Reste der Stadtmauer im Bereich Brücknerring und Kartenhäuschen Nicolaiplatz/Bahnhofstraße sowie Gedenkstein für zwei von den Nazis in den letzten Kriegswochen erschossene Deserteure an der Brunnenstraße (Einzeldenkmale zu ID-Nr. 09223137) | Brücknerring (Altstadt) (Karte)                                           | 15. Jahrhundert (Stadtmauer); nach 1945 (Gedenkstein)                                                    | Einzeldenkmale der Sachgesamtheit Ringanlage und Stadtbefestigung; baugeschichtlich, städtebaulich und ortsgeschichtlich von Bedeutung | 09303379 |
| Direkt Bild zu diesem Denkmal hochladen | Wohnhaus in halboffener Bebauung | Brücknerring 1 (Karte)                                                    | 1855 (laut neuer Tafel)                                                                                  | Hintergebäude von Johannisstraße 29, baugeschichtlich von Bedeutung | 09300113 |
| Direkt Bild zu diesem Denkmal hochladen | Wohnhaus („Der Sächsische Postillon“) | Brücknerring 2 (Karte)                                                    | 18. Jahrhundert, Postillon ab 1785                                                                       | Gebäude mit Mansarddach und barockem Portal mit Korbbogen, baugeschichtlich und ortsgeschichtlich von Bedeutung | 09222645 |
| Weitere Bilder                          | Brücknersche Villa mit Villengarten und Garteneinfriedung mit drei Toren | Brücknerring 8 (Karte)                                                    | Bezeichnet mit 1901                                                                                      | Herrschaftliches neobarockes Gebäude mit Turm und hölzernen Anbauten, originale Ausstattung, baugeschichtlich und gartenkünstlerisch von Bedeutung | 09222641 |
| Direkt Bild zu diesem Denkmal hochladen | Wohnhaus | Brücknerring 12 (Karte)                                                   | 1890er Jahre                                                                                             | Klinkerbau mit Anklängen an den Schweizerstil, baugeschichtlich von Bedeutung | 09222664 |
| Direkt Bild zu diesem Denkmal hochladen | Wohnhaus | Brücknerring 14 (Karte)                                                   | Bezeichnet mit 1909                                                                                      | Fassade mit Stuckverzierungen, baugeschichtlich von Bedeutung | 09222640 |
|                                         | Mord- und Sühnekreuz | Clara-Zetkin-Straße (Ecke Walter-Vetter-Straße) (Karte)                   | 15./16. Jahrhundert                                                                                      | Sandstein, ortsgeschichtlich von Bedeutung | 09223139 |
| Direkt Bild zu diesem Denkmal hochladen | Doppelwohnhaus in Ecklage | Clara-Zetkin-Straße 10, 11 (Karte)                                        | 1920er Jahre                                                                                             | Mit Putzornament, baugeschichtlich von Bedeutung | 09222713 |
| Weitere Bilder                          | Villa | Dehsaer Straße 2 (Karte)                                                  | Um 1905                                                                                                  | Aufwändiger Historismusbau mit Jugendstilelementen, baugeschichtlich und baukünstlerisch von Bedeutung | 09222767 |
| Direkt Bild zu diesem Denkmal hochladen | Wohnhaus in halboffener Bebauung | Dehsaer Straße 2a (Karte)                                                 | Um 1905                                                                                                  | Baueinheit mit Schillerstraße 1, repräsentative Fassade, baugeschichtlich von Bedeutung | 09222766 |
| Direkt Bild zu diesem Denkmal hochladen | Wohnstallhaus mit Scheunenteil | Ebersdorfer Weg 6 (Karte)                                                 | Anfang 19. Jahrhundert                                                                                   | Fachwerk verschiefert, baugeschichtlich und sozialgeschichtlich von Bedeutung | 09222785 |
|                                         | Mord- und Sühnekreuz | Ebersdorfer Weg 7 (bei) (Karte)                                           | 15./16. Jahrhundert                                                                                      | Sandstein, ortsgeschichtlich von Bedeutung | 09223140 |
|                                         | Wohnhaus in geschlossener Bebauung, Eckhaus, mit originaler Ladenfront | Eichelgasse 1 (Altstadt) (Karte)                                          | 3. Viertel 19. Jahrhundert                                                                               | Ausgewogene Historismusfassade, baugeschichtlich und städtebaulich von Bedeutung | 09222345 |
| Direkt Bild zu diesem Denkmal hochladen | Wohnhaus in geschlossener Bebauung, Eckhaus | Eichelgasse 2 (Altstadt) (Karte)                                          | 18. Jahrhundert                                                                                          | Barockbau, später überformt, mit Ladeneinbau, baugeschichtlich und städtebaulich von Bedeutung | 09222336 |
| Direkt Bild zu diesem Denkmal hochladen | Wohnhaus, vom Typus in geschlossener Bebauung | Eichelgasse 4 (Altstadt) (Karte)                                          | Anfang 19. Jahrhundert                                                                                   | Baugeschichtlich und städtebaulich von Bedeutung | 09222337 |
| Direkt Bild zu diesem Denkmal hochladen | Wohnhaus in geschlossener Bebauung | Eichelgasse 5 (Altstadt) (Karte)                                          | Mitte 19. Jahrhundert                                                                                    | Baugeschichtlich und städtebaulich von Bedeutung | 09222344 |
| Direkt Bild zu diesem Denkmal hochladen | Wohnhaus in geschlossener Bebauung | Eichelgasse 6 (Altstadt) (Karte)                                          | 1. Hälfte 19. Jahrhundert                                                                                | Baugeschichtlich und städtebaulich von Bedeutung | 09222338 |
| Direkt Bild zu diesem Denkmal hochladen | Wohnhaus in geschlossener Bebauung | Eichelgasse 7 (Altstadt) (Karte)                                          | 1. Hälfte 19. Jahrhundert                                                                                | Baugeschichtlich und städtebaulich von Bedeutung | 09222343 |
| Direkt Bild zu diesem Denkmal hochladen | Wohnhaus in geschlossener Bebauung | Eichelgasse 8 (Altstadt) (Karte)                                          | Mitte 19. Jahrhundert                                                                                    | Baugeschichtlich und städtebaulich von Bedeutung | 09222339 |
|                                         | Wohnhaus in geschlossener Bebauung, Eckhaus | Eichelgasse 9 (Altstadt) (Karte)                                          | 18. Jahrhundert                                                                                          | Baugeschichtlich und städtebaulich von Bedeutung | 09222342 |
| Direkt Bild zu diesem Denkmal hochladen | Wohnhaus in geschlossener Bebauung, mit Ladeneinbau | Eichelgasse 10 (Altstadt) (Karte)                                         | Mitte 19. Jahrhundert                                                                                    | Baugeschichtlich und städtebaulich von Bedeutung | 09222340 |
|                                         | Wohnhaus in geschlossener Bebauung, Eckhaus | Eichelgasse 12 (Altstadt) (Karte)                                         | Ende 18. Jahrhundert                                                                                     | Baugeschichtlich und städtebaulich von Bedeutung | 09222341 |
| Weitere Bilder                          | Hotel und Restaurant „Stadt Löbau“ in Ecklage | Elisenstraße 1 (Karte)                                                    | Bezeichnet mit 1913                                                                                      | Großer Putzbau, erster Bau um 1850 „Gasthaus Feldschlößchen“, baugeschichtlich und ortsgeschichtlich von Bedeutung | 09222676 |
| Direkt Bild zu diesem Denkmal hochladen | Gartenlaube | Franz-Schubert-Straße 6 (Karte)                                           | 1903 | Holzlaube mit anspruchsvoller Gestaltung, baugeschichtlicher Wert. 2019 an der Jahnstraße Ecke Alexander-von-Humboldt-Straße abgebrochen. | 09306407 |
| Direkt Bild zu diesem Denkmal hochladen | Eisenbahnbrücke über die Straße (Einzeldenkmal zu ID-Nr. 08992544) | Friedhofstraße (Karte)                                                    | 4. Viertel 19. Jahrhundert                                                                               | Einzeldenkmal der Sachgesamtheit Eisenbahn Löbau–Zittau; eisenbahngeschichtlich und verkehrsgeschichtlich von Bedeutung, Bogenbrücke aus Granitsteinen | 09222736 |
| Weitere Bilder                          | Friedhof Löbau (Sachgesamtheit) | Friedhofstraße 3 (Karte)                                                  | 1870 | Sachgesamtheit Friedhof Löbau: neoklassizistische Kapelle mit Gedenktafel für die Gefallenen von 1870/71, Friedhofsverwaltungsgebäude, Aufbahrungshalle, acht Grabmale und vier Grabanlagen, Soldatengrabanlage für die Gefallenen des Ersten und Zweiten Weltkrieges und der sowjetische Soldatenfriedhof sowie die Einfriedung mit schmiedeeisernem Tor (siehe auch Einzeldenkmal 09222582), Friedhofsgestaltung (Gartendenkmal) und der Friedhof als Sachgesamtheitsteil; baugeschichtlich, künstlerisch und ortsgeschichtlich von Bedeutung | 09302340 |
| Weitere Bilder                          | Kapelle mit Gedenktafel für die Gefallenen von 1870/71 (Einzeldenkmal zu ID-Nr. 09302340) | Friedhofstraße 3 (Karte)                                                  | 1890 | Einzeldenkmal der Sachgesamtheit Friedhof; neoklassizistische Friedhofskapelle, baugeschichtlich, künstlerisch und ortsgeschichtlich von Bedeutung | 09222582 |
|                                         | Friedhofsverwaltungsgebäude (Einzeldenkmal zu ID-Nr. 09302340) | Friedhofstraße 3 (Karte)                                                  | 1890 | Einzeldenkmal der Sachgesamtheit Friedhof; baugeschichtlich, künstlerisch und ortsgeschichtlich von Bedeutung | 09222582 |
| Weitere Bilder                          | Aufbahrungshalle (Einzeldenkmal zu ID-Nr. 09302340) | Friedhofstraße 3 (Karte)                                                  | 1890 | Einzeldenkmal der Sachgesamtheit Friedhof; baugeschichtlich, künstlerisch und ortsgeschichtlich von Bedeutung | 09222582 |
| Weitere Bilder                          | Acht Grabmale und vier Grabanlagen (Einzeldenkmale zu ID-Nr. 09302340) | Friedhofstraße 3 (Karte)                                                  | Ab 1890                                                                                                  | Einzeldenkmale der Sachgesamtheit Friedhof; baugeschichtlich, künstlerisch und ortsgeschichtlich von Bedeutung | 09222582 |
| Weitere Bilder                          | Soldatengrabanlage für die Gefallenen des Ersten und Zweiten Weltkrieges (Einzeldenkmal zu ID-Nr. 09302340) | Friedhofstraße 3 (Karte)                                                  | Nach 1918; nach 1945                                                                                     | Einzeldenkmal der Sachgesamtheit Friedhof; baugeschichtlich, künstlerisch und ortsgeschichtlich von Bedeutung | 09222582 |
|                                         | Sowjetischer Soldatenfriedhof (Einzeldenkmal zu ID-Nr. 09302340) | Friedhofstraße 3 (Karte)                                                  | 1942–1945                                                                                                | Einzeldenkmal der Sachgesamtheit Friedhof; baugeschichtlich, künstlerisch und ortsgeschichtlich von Bedeutung | 09222582 |
| Direkt Bild zu diesem Denkmal hochladen | Einfriedung mit schmiedeeisernem Tor (Einzeldenkmal zu ID-Nr. 09302340) | Friedhofstraße 3 (Karte)                                                  | 1890 | Einzeldenkmal der Sachgesamtheit Friedhof; baugeschichtlich, künstlerisch und ortsgeschichtlich von Bedeutung | 09222582 |
| Direkt Bild zu diesem Denkmal hochladen | Mietshaus, nach links freistehend | Friedhofstraße 5 (Karte)                                                  | Bezeichnet mit 1902                                                                                      | Fassade mit Stuckornamenten, baugeschichtlich und städtebaulich von Bedeutung | 09222581 |
| Direkt Bild zu diesem Denkmal hochladen | Mietshaus in Ecklage, nach rechts freistehend | Friedhofstraße 7 (Karte)                                                  | 1900/1905                                                                                                | Fassade mit Jugendstilelementen, baugeschichtlich und städtebaulich von Bedeutung | 09222580 |
| Direkt Bild zu diesem Denkmal hochladen | Wohnhaus und zwei Seitengebäude eines Bauernhofes | Friedhofstraße 26 (Karte)                                                 | Ende 18. Jahrhundert                                                                                     | Wohnhaus mit zwei barocken Portalen, baugeschichtlich und wirtschaftsgeschichtlich von Bedeutung | 09222578 |
| Direkt Bild zu diesem Denkmal hochladen | Wohnhaus in geschlossener Bebauung, Eckhaus | Gartenstraße 1 (Karte)                                                    | Um 1870                                                                                                  | Baugeschichtlich und städtebaulich von Bedeutung | 09222546 |
| Direkt Bild zu diesem Denkmal hochladen | Geschäftshaus | Gartenstraße 3 (Karte)                                                    | Um 1910                                                                                                  | Wahrscheinlich Fotoatelier, baugeschichtlich von Bedeutung | 09300054 |
| Direkt Bild zu diesem Denkmal hochladen | Offizierskasino, Haus 13 (Einzeldenkmal zu ID-Nr. 09302383) | Georgewitzer Straße 25 (Karte)                                            | 1913–1915                                                                                                | Einzeldenkmal der Sachgesamtheit Jägerkaserne; militärgeschichtlich und ortsgeschichtlich von Bedeutung | 09222718 |
| Direkt Bild zu diesem Denkmal hochladen | Fabrikantenvilla | Georgewitzer Straße 62 (Karte)                                            | Um 1890                                                                                                  | Zur ehemaligen Filzfabrik gehörig, Fassade mit Stilelementen der Neorenaissance, baugeschichtlich und ortsgeschichtlich von Bedeutung | 08960559 |
| Direkt Bild zu diesem Denkmal hochladen | Wehr des Löbauer Wassers für den Mühlgraben der Ölmühle und späteren Filzfabrik | Georgewitzer Straße 62 (Karte)                                            | Spätes 19. Jahrhundert                                                                                   | Bei kräftigem Höhenunterschied steil in großen, abgeflachten Bruchsteinen gesetzt, die Seiten flacher geneigt, so auch auf der Seite von Mühlgraben und Schütz, Ufermauern unterhalb des Wehres in Bruchsteinen bewehrt, die Granit-Steine wurden aus der östlich anliegenden Felswand gebrochen, zugehörig zur Fabrikantenvilla 08960559, gleiche Anschrift, orts-, bau- und wirtschaftsgeschichtliche Bedeutung | 09307390 |
| Direkt Bild zu diesem Denkmal hochladen | Barockes Wohnhaus (Seifensiederei) | Gewandhausgäßchen 1 (Karte)                                               | 18. Jahrhundert                                                                                          | Hintergebäude von Innere Zittauer Straße 11, baugeschichtlich von Bedeutung | 08975876 |
| Direkt Bild zu diesem Denkmal hochladen | Mehrfamilienhaus mit Einfriedung | Goethestraße 1, 3 (Karte)                                                 | 1920er Jahre                                                                                             | Baugeschichtlich von Bedeutung | 09222529 |
| Direkt Bild zu diesem Denkmal hochladen | Villa mit Einfriedung | Goethestraße 2 (Karte)                                                    | Um 1900                                                                                                  | Neobarocke Formensprache, baugeschichtlich von Bedeutung | 09222530 |
|                                         | Mietshaus in geschlossener Bebauung | Goethestraße 5 (Karte)                                                    | Um 1912                                                                                                  | Originale Haustür, baugeschichtlich und städtebaulich von Bedeutung | 09222897 |
| Direkt Bild zu diesem Denkmal hochladen | Mietshaus in Ecklage und geschlossener Bebauung | Goethestraße 6 (Karte)                                                    | Um 1912                                                                                                  | Originale Haustür, baugeschichtlich und städtebaulich von Bedeutung | 09222531 |
| Direkt Bild zu diesem Denkmal hochladen | Mietshaus in geschlossener Bebauung | Goethestraße 7 (Karte)                                                    | Um 1912                                                                                                  | Originale Haustür und Ladenfront, baugeschichtlich und städtebaulich von Bedeutung | 09222896 |
| Direkt Bild zu diesem Denkmal hochladen | Wohnhaus in geschlossener Bebauung | Goethestraße 8 (Karte)                                                    | Um 1912                                                                                                  | Baugeschichtlich und städtebaulich von Bedeutung | 09222532 |
| Direkt Bild zu diesem Denkmal hochladen | Mietshaus in geschlossener Bebauung, Eckhaus | Goethestraße 9 (Karte)                                                    | 1930er Jahre                                                                                             | Originale Haustür, baugeschichtlich und städtebaulich von Bedeutung | 09222895 |
| Direkt Bild zu diesem Denkmal hochladen | Wohnhaus in geschlossener Bebauung, mit Einfriedung | Goethestraße 10 (Karte)                                                   | 1914/1915 (Auskunft)                                                                                     | Baugeschichtlich und städtebaulich von Bedeutung | 09222533 |
| Direkt Bild zu diesem Denkmal hochladen | Wohnhaus, Kopfbau in geschlossener Bebauung, mit Nebengebäude und Einfriedung | Goethestraße 12 (Karte)                                                   | Um 1912                                                                                                  | Baugeschichtlich und städtebaulich von Bedeutung | 09222534 |
| Direkt Bild zu diesem Denkmal hochladen | Zwei Eisenbahnbrücken | Görlitzer Straße (Karte)                                                  | Bezeichnet mit 1846                                                                                      | Eisenbahnstrecke Dresden–Görlitz; Brücken parallel dicht nebeneinander, jeweils ein Segmentbogen aus fast regelmäßigen Granitsteinen, eisenbahngeschichtlich von Bedeutung | 09222796 |
|                                         | Wohn- und Verwaltungsgebäude des Schlachthofes mit Einfriedung | Görlitzer Straße 5 (Breitscheidstraße 1) (Karte)                          | Zwischen 1894 und 1900                                                                                   | Klinker, mit aufwändiger Durchgestaltung, Einfriedung als Klinkermauer mit bedachten Pfosten auch entlang Breitscheidstraße 1, baugeschichtlich und ortsgeschichtlich von Bedeutung | 09223171 |
|                                         | Villenartiges Wohnhaus, zwei Nebengebäude und Einfriedung | Görlitzer Straße 8 (Karte)                                                | Bezeichnet mit 1880                                                                                      | Baugeschichtlich von Bedeutung | 09222714 |
| Direkt Bild zu diesem Denkmal hochladen | Wohnhaus in offener Bebauung | Güterstraße 7 (Karte)                                                     | Um 1900                                                                                                  | Dreigeschossig mit Mansarddach und neubarockem Stuck, baugeschichtlich von Bedeutung | 09222677 |
| Direkt Bild zu diesem Denkmal hochladen | Villenartiges Wohnhaus in offener Bebauung (Villa Martha) | Güterstraße 12 (Karte)                                                    | 1890er Jahre, verändert                                                                                  | Baugeschichtlich von Bedeutung | 09222678 |
| Direkt Bild zu diesem Denkmal hochladen | Fabrikgebäude der Schuh- und Filzwarenfabrik Gebr. Nedon und Loewen Herrenschuhe | Handwerkerstraße 13, 15 (Karte)                                           | Bezeichnet mit 1897                                                                                      | Heute Wohnhaus, großer Ziegelbau mit Lisenengliederung zur Handwerkerstraße, baugeschichtlich und ortsgeschichtlich von Bedeutung | 09222584 |
|                                         | Wagenremise und Turm der Feuerwehr | Hartmannstraße 2 (Karte)                                                  | Ende 19. Jahrhundert                                                                                     | Turm in Klinkerbauweise, ortsgeschichtlich von Bedeutung | 09222504 |
|                                         | Kinderheim | Hartmannstraße 4 (Karte)                                                  | Ende 19. Jahrhundert                                                                                     | Zweigeschossiger Klinkerbau mit hölzernem Anbau, anspruchsvolle Gestaltung, baugeschichtlich von Bedeutung | 09222503 |
| Weitere Bilder                          | Villa Sanssouci und Garteneinfriedung | Hartmannstraße 5 (Karte)                                                  | 1889 | Aufwändiger Sandsteinquaderbau, weitgehend originale Ausstattung, baugeschichtlich, künstlerisch und straßenbildprägend von Bedeutung. Erbaut 1889 vom Löbauer Textilfabrikanten Eduard Rönsch. Entworfen und errichtet wurde die Villa Sanssouci vom Baumeister Bruno Berthold aus Löbau. Die Kunstschmiedearbeiten führte der Schlossermeister Adolf Hilliger aus (ebenfalls ein Löbauer). | 09222501 |
| Direkt Bild zu diesem Denkmal hochladen | Wohnhaus in offener Bebauung | Hartmannstraße 6 (Karte)                                                  | Um 1912                                                                                                  | Putzbau im Reformstil der Zeit um 1910, Wohnhaus des Amtshauptmanns (Landrats), ortsgeschichtlich und baugeschichtlich von Bedeutung | 09222556 |
| Direkt Bild zu diesem Denkmal hochladen | Doppelmietshaus in offener Bebauung, mit Einfriedung | Hartmannstraße 9, 11 (Karte)                                              | 1890er Jahre                                                                                             | Obergeschosse in Klinker in deutscher Neurenaissance, baugeschichtlich von Bedeutung. Bauherr: Knopffabrikant Johann Nepomuk Ernst (1850–1923) | 09222558 |
| Direkt Bild zu diesem Denkmal hochladen | Mietshaus in offener Bebauung und Ecklage | Hartmannstraße 15 (Karte)                                                 | 1900/1905                                                                                                | Mit Schmuckfachwerk und Ecktürmchen, gemäßigt historisierend, baugeschichtlich von Bedeutung | 09222559 |
| Direkt Bild zu diesem Denkmal hochladen | Ländliches Wohnhaus | Herwigsdorfer Straße 1 (Karte)                                            | 18. Jahrhundert                                                                                          | Baugeschichtlich von Bedeutung | 09222648 |
| Direkt Bild zu diesem Denkmal hochladen | Mühlenwohnhaus (Mühle Tiefendorf) | Herwigsdorfer Straße 2 (Karte)                                            | 19. Jahrhundert                                                                                          | War später Materiallager von VEB Lausitzer Granit, wirtschaftsgeschichtlich und baugeschichtlich von Bedeutung | 09304182 |
| Direkt Bild zu diesem Denkmal hochladen | Wohnhaus | Herwigsdorfer Straße 3 (Karte)                                            | Anfang 19. Jahrhundert                                                                                   | Ländlicher Bau mit Fachwerkobergeschoss, baugeschichtlich von Bedeutung | 09222649 |
| Direkt Bild zu diesem Denkmal hochladen | Wohnhaus | Herwigsdorfer Straße 17 (Karte)                                           | Um 1800                                                                                                  | Ländlicher Bau mit Fachwerkobergeschoss, baugeschichtlich von Bedeutung | 09222793 |
| Direkt Bild zu diesem Denkmal hochladen | Forsthaus | Herwigsdorfer Straße 31 (Karte)                                           | Um 1900                                                                                                  | Klinkerbau im Schweizerstil, baugeschichtlich von Bedeutung | 09222792 |
| Direkt Bild zu diesem Denkmal hochladen | Mietshaus in ehemals geschlossener Bebauung, mit originaler Ladenfront | Innere Bautzner Straße 3 (Altstadt) (Karte)                               | 1890er Jahre                                                                                             | Obergeschosse Klinker, baugeschichtlich und städtebaulich von Bedeutung | 09222373 |
| Direkt Bild zu diesem Denkmal hochladen | Wohnhaus in geschlossener Bebauung und drei um einen Innenhof gruppierte Rückgebäude (Stadtpfeiferhaus) | Innere Bautzner Straße 4 (Altstadt) (Karte)                               | Bezeichnet mit 1712 (Flurgewölbe)                                                                        | Ohne Erweiterungsbau der 1950er Jahre, baugeschichtlich und ortsgeschichtlich von Bedeutung | 09222375 |
|                                         | Wohnhaus in geschlossener Bebauung, mit originaler Ladenfront | Innere Zittauer Straße 1 (Altstadt) (Karte)                               | 2. Viertel 19. Jahrhundert, Kern älter                                                                   | Originale Haustür, baugeschichtlich und städtebaulich von Bedeutung | 09222335 |
|                                         | Wohnhaus in geschlossener Bebauung, Eckhaus | Innere Zittauer Straße 2 (Altstadt) (Karte)                               | Nach 1853                                                                                                | Mit modernem Ladeneinbau, baugeschichtlich und städtebaulich von Bedeutung | 09222347 |
| Direkt Bild zu diesem Denkmal hochladen | Wohnhaus in geschlossener Bebauung | Innere Zittauer Straße 3 (Altstadt) (Karte)                               | 2. Viertel 19. Jahrhundert                                                                               | Originale Haustür, baugeschichtlich und städtebaulich von Bedeutung | 09222334 |
|                                         | Wohnhaus in geschlossener Bebauung (Handtuchhaus) | Innere Zittauer Straße 4 (Altstadt) (Karte)                               | Anfang 18. Jahrhundert                                                                                   | Schmales giebelständiges Gebäude mit geschweiftem Giebel, Ladeneinbau, baugeschichtlich und städtebaulich von Bedeutung | 09222348 |
|                                         | Wohnhaus in geschlossener Bebauung | Innere Zittauer Straße 5 (Altstadt) (Karte)                               | 3. Viertel 19. Jahrhundert                                                                               | Mit modernem Ladeneinbau und originaler Haustür, baugeschichtlich und städtebaulich von Bedeutung | 09222333 |
| Direkt Bild zu diesem Denkmal hochladen | Wohnhaus in geschlossener Bebauung, mit originaler Ladenfront | Innere Zittauer Straße 6 (Altstadt) (Karte)                               | 18. Jahrhundert                                                                                          | Originale Haustür und eisernes Türchen, baugeschichtlich und städtebaulich von Bedeutung | 09222349 |
| Direkt Bild zu diesem Denkmal hochladen | Wohnhaus in geschlossener Bebauung, mit originaler Ladenfront | Innere Zittauer Straße 7 (Altstadt) (Karte)                               | 3. Viertel 19. Jahrhundert                                                                               | Originale Haustür, baugeschichtlich und städtebaulich von Bedeutung | 09222332 |
|                                         | Wohnhaus in geschlossener Bebauung, mit Ladeneinbau | Innere Zittauer Straße 8 (Altstadt) (Karte)                               | 18. Jahrhundert                                                                                          | Baugeschichtlich und städtebaulich von Bedeutung | 09222350 |
| Direkt Bild zu diesem Denkmal hochladen | Wohnhaus in geschlossener Bebauung | Innere Zittauer Straße 9 (Altstadt) (Karte)                               | Vor 1850                                                                                                 | Fassade wohl geglättet, baugeschichtlich und städtebaulich von Bedeutung | 09222331 |
|                                         | Wohnhaus in nach rechts geschlossener Bebauung, drei Schwibbögen zur Nr. 12 und Pflasterung des Katzenturmgäßchens | Innere Zittauer Straße 10 (Altstadt) (Karte)                              | Um 1700                                                                                                  | Baugeschichtlich und städtebaulich von Bedeutung | 09222351 |
| Direkt Bild zu diesem Denkmal hochladen | Wohnhaus in geschlossener Bebauung, mit originaler Ladenfront um 1900 | Innere Zittauer Straße 11 (Altstadt) (Karte)                              | Ende 18. Jahrhundert, Kernbau älter, Hinterhaus 18. Jahrhundert                                          | Korbbogenportal und originale Tür, barockes Hinterhaus siehe Gewandhausgäßchen 1, baugeschichtlich und städtebaulich von Bedeutung | 09222330 |
|                                         | Mietshaus mit Johannis-Apotheke in nach links geschlossener Bebauung | Innere Zittauer Straße 12 (Altstadt) (Karte)                              | Um 1905                                                                                                  | Aufwändige Fassade mit Giebel und Stuckornamentik im Jugendstil, mit originaler Ladenfront und Haustür, baugeschichtlich und städtebaulich von Bedeutung | 09222352 |
| Direkt Bild zu diesem Denkmal hochladen | Mietshaus in geschlossener Bebauung, mit originaler Ladenfront | Innere Zittauer Straße 13 (Altstadt) (Karte)                              | Nach 1850                                                                                                | Originale Haustür, baugeschichtlich und städtebaulich von Bedeutung | 09222329 |
|                                         | Mietshaus in geschlossener Bebauung, mit originaler Ladenfront | Innere Zittauer Straße 14 (Altstadt) (Karte)                              | Um 1905                                                                                                  | Originale Haustür, baugeschichtlich und städtebaulich von Bedeutung | 09222353 |
| Direkt Bild zu diesem Denkmal hochladen | Mietshaus in geschlossener Bebauung, mit originaler Ladenfront | Innere Zittauer Straße 15 (Altstadt) (Karte)                              | 2. Hälfte 19. Jahrhundert                                                                                | Originale Haustür, baugeschichtlich und städtebaulich von Bedeutung | 09222328 |
|                                         | Mietshaus mit Apotheke (Mohren-Drogerie) in geschlossener Bebauung und Hintergebäude | Innere Zittauer Straße 16 (Altstadt) (Karte)                              | Bezeichnet mit 1892, Kernbau älter                                                                       | Neobarocke Fassade mit reichem Fensterschmuck und Mohrenfigur, originale Ladenfront, baugeschichtlich und städtebaulich von Bedeutung | 09222354 |
| Direkt Bild zu diesem Denkmal hochladen | Mietshaus in nach rechts offener Bebauung, mit originaler Ladenfront | Innere Zittauer Straße 17, 19 (Altstadt) (Karte)                          | 1. Hälfte 19. Jahrhundert                                                                                | Baugeschichtlich und städtebaulich von Bedeutung | 09222327 |
|                                         | Mietshaus in geschlossener Bebauung, mit originaler Ladenfront | Innere Zittauer Straße 18 (Altstadt) (Karte)                              | 1890er Jahre                                                                                             | Originale Haustür; baugeschichtlich und städtebaulich von Bedeutung | 09222355 |
|                                         | Wohnhaus in geschlossener Bebauung und Rückgebäude in der Stadtmauer | Innere Zittauer Straße 20 (Altstadt) (Karte)                              | Ende 18. Jahrhundert (Wohnhaus); 1920er-Jahre (Hinterhaus)                                               | Vorderhaus mit originaler Ladenfront, Rückgebäude avantgardistische 1920er-Jahre-Architektur, baugeschichtlich und städtebaulich von Bedeutung | 09222356 |
|                                         | Handelshaus in Ecklage (Gewandhaus) | Innere Zittauer Straße 21 (Altstadt) (Karte)                              | 1825 | Kubischer zweigeschossiger Bau, steht auf den Mauern der Katharinenkapelle, baugeschichtlich, ortsgeschichtlich und platzbildprägend von Bedeutung | 09222326 |
|                                         | Wohnhaus in geschlossener Bebauung | Innere Zittauer Straße 22 (Altstadt) (Karte)                              | 18. Jahrhundert                                                                                          | Baugeschichtlich und städtebaulich von Bedeutung | 09222358 |
|                                         | Mietshaus in geschlossener Bebauung, mit originaler Ladenfront | Innere Zittauer Straße 24 (Altstadt) (Karte)                              | 1890er Jahre                                                                                             | Baugeschichtlich und städtebaulich von Bedeutung | 09222359 |
|                                         | Mietshaus in geschlossener Bebauung, mit originaler Ladenfront | Innere Zittauer Straße 26 (Altstadt) (Karte)                              | 1890er Jahre                                                                                             | Originale Haustür, baugeschichtlich und städtebaulich von Bedeutung | 09222360 |
|                                         | Mietshaus mit originaler Ladenfront in geschlossener Bebauung und Hinterhaus | Innere Zittauer Straße 28 (Altstadt) (Karte)                              | Bezeichnet mit 1833 (Mietshaus); 1890er Jahre (Hinterhaus)                                               | Baugeschichtlich und städtebaulich von Bedeutung | 09222361 |
|                                         | Mietshaus in geschlossener Bebauung mit Ladeneinbau | Innere Zittauer Straße 30 (Altstadt) (Karte)                              | 1890er Jahre                                                                                             | Originale Haustür, baugeschichtlich und städtebaulich von Bedeutung | 09222362 |
|                                         | Mietshaus, Endhaus des Straßenzuges in geschlossener Bebauung, mit originaler Ladenfront | Innere Zittauer Straße 32 (Altstadt) (Karte)                              | 1890er Jahre                                                                                             | Originale Haustür, baugeschichtlich und städtebaulich von Bedeutung | 09222363 |

## Ehemalige Denkmäler
| Bild                                    | Bezeichnung                                   | Lage                                    | Datierung                                                                                       | Beschreibung | ID       |
| --------------------------------------- | --------------------------------------------- | --------------------------------------- | ----------------------------------------------------------------------------------------------- | --- | -------- |
|                                         | Wohnhaus                                      | Altlöbauer Straße 5 (Altlöbau) (Karte)  | Mitte 19. Jahrhundert                                                                           | Mit Fachwerkobergeschoss, Giebelseite verbrettert, baugeschichtlich von Bedeutung; zwischen 2016 und 2018 abgerissen | 09222730 |
| Direkt Bild zu diesem Denkmal hochladen | Gasthof Altlöbau mit Saalanbau                | An der Seltenrein 10 (Altlöbau) (Karte) | 1. Hälfte 19. Jahrhundert (Gasthof); Ende 19. Jahrhundert (Festsaal); 1910er Jahre (Vorderhaus) | Baugeschichtlich und ortsgeschichtlich von Bedeutung. 2021 abgerissen. | 09222747 |
| Direkt Bild zu diesem Denkmal hochladen | Wohnhaus, nach links freistehend              | Äußere Zittauer Straße 16 (Karte)       | 18. Jahrhundert                                                                                 | Teil des spätbarocken Straßenzuges mit Mansardgiebeldach, baugeschichtlich und städtebaulich von Bedeutung. Zwischen 2019 und 2024 abgerissen.                                                                             | 09222604 |
| Direkt Bild zu diesem Denkmal hochladen | Wohnhaus, vom Typus in geschlossener Bebauung | Bahnhofstraße 33 (Karte)                | Um 1860                                                                                         | Nur linker Gebäudeteil, anspruchsvolle spätklassizistische Gestaltung, teils rundbogige Fenster, reiche Architekturgliederung, baugeschichtlich und städtebaulich von Bedeutung; nach 2014 von der Denkmalliste gestrichen | 09222620 |
| Direkt Bild zu diesem Denkmal hochladen | Portal eines Wohnhauses                       | Böttchergasse 4 (Karte)                 | Bezeichnet mit 1792                                                                             | Handwerklich-künstlerisch von Bedeutung; zwischen 2016 und 2018 abgerissen | 09222468 |

## Tabellenlegende
- Bild: Bild des Kulturdenkmals, ggf. zusätzlich mit einem Link zu weiteren Fotos des Kulturdenkmals im Medienarchiv Wikimedia Commons. Wenn man auf das Kamerasymbol klickt, können Fotos zu Kulturdenkmalen aus dieser Liste hochgeladen werden:
- Bezeichnung: Denkmalgeschützte Objekte und ggf. Bauwerksname des Kulturdenkmals
- Lage: Straßenname und Hausnummer oder Flurstücknummer des Kulturdenkmals. Die Grundsortierung der Liste erfolgt nach dieser Adresse. Der Link (Karte) führt zu verschiedenen Kartendiensten mit der Position des Kulturdenkmals. Fehlt dieser Link, wurden die Koordinaten noch nicht eingetragen. Sind diese bekannt, können sie über ein Tool mit einer Kartenansicht einfach nachgetragen werden. In dieser Kartenansicht sind Kulturdenkmale ohne Koordinaten mit einem roten bzw. orangen Marker dargestellt und können durch Verschieben auf die richtige Position in der Karte mit Koordinaten versehen werden. Kulturdenkmale ohne Bild sind an einem blauen bzw. roten Marker erkennbar.
- Datierung: Baubeginn, Fertigstellung, Datum der Erstnennung oder grobe zeitliche Einordnung entsprechend des Eintrags in der sächsischen Denkmaldatenbank
- Beschreibung: Kurzcharakteristik des Kulturdenkmals entsprechend des Eintrags in der sächsischen Denkmaldatenbank, ggf. ergänzt durch die dort nur selten veröffentlichten Erfassungstexte oder zusätzliche Informationen
- ID: Vom Landesamt für Denkmalpflege Sachsen vergebene, das Kulturdenkmal eindeutig identifizierende Objekt-Nummer. Der Link führt zum PDF-Denkmaldokument des Landesamtes für Denkmalpflege Sachsen. Bei ehemaligen Kulturdenkmalen können die Objektnummern unbekannt sein und deshalb fehlen bzw. die Links von aus der Datenbank entfernten Objektnummern ins Leere führen. Ein ggf. vorhandenes Icon  führt zu den Angaben des Kulturdenkmals bei Wikidata.

## Ausführliche Denkmaltexte
1. ↑  
Grabanlagen und Grabmale auf dem Friedhof Löbau (Nummerierung entsprechend der Denkmalkarte): 
  - 1. Bürgermeister Carl Ernst Otto Mücklich († 1912)
  - 2. ???
  - 3. August Friedrich Förster (1829–1897), Gründer der Löbauer Pianofortefabrik
  - 4. ???
  - 5. ???
  - 6. Arthur Julius Wallenstein (1860–1925), Pastor primarius in Löbau von 1909 bis 1925
  - 7. Reinhard Müller (1849–1942), Webereibesitzer, Firma Gebr. Müller (Julius & Reinhard Müller)
  - 8. Wilhelm Schminke (1863–1920), Besitzer der Teigwarenfabrik Loeser & Richter
  - 9. Paul Ferdinand Damm (1852–1889), Bürgermeister der Stadt Löbau von 1884 bis 1889
  - 10. Curt Brückner (1851–1922), Apotheker, Hofrat, Stadtrat und Ehrenbürger von Löbau
  - 11. Ernst Julius Seifert (1848–1914), Besitzer der Frottierfabrik Rönsch & Söhne
  - 12. Eduard Rönsch (1827–1900), Frottierwarenfabrikant (Frottierfabrik Rönsch & Söhne)